# Nicole El Karoui
Nicole El Karoui (Parigi, 29 maggio 1944) è una matematica francese, conosciuta per i suoi studi pionieristici nell'ambito della matematica finanziaria.
Le sue ricerche hanno contribuito all'applicazione della probabilità e delle equazioni differenziali stocastiche alla modellistica e alla gestione del rischio nei mercati finanziari.